# Tuskulanki

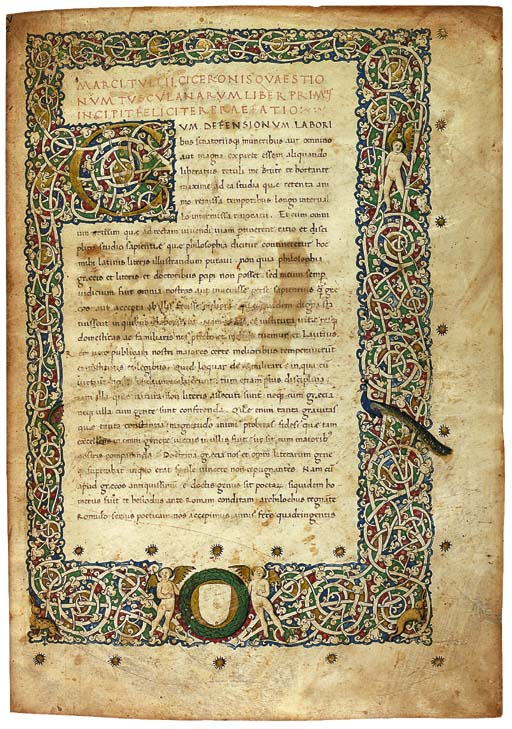
Iluminowany rękopis Tuskulanek, sporządzony między rokiem 1450 a 1460 w Neapolu.

Tuskulanki lub Rozmowy tuskulańskie (łac. Tusculanae disputationes), pełny tytuł Rozmów tuskulańskich ksiąg pięć  (łac. Tusculunarum disputationum libri V) – dialog filozoficzny w pięciu księgach autorstwa Marka Tulliusza Cycerona, napisany w roku 45 p.n.e., omawiający zagadnienie szczęścia człowieka, w którym autor chciał dać czytelnikowi skuteczną broń przeciw najrozmaitszym przeciwnościom losu. Dzieło to, napisane w poruszającej czytelników przez wieki formie literackiej, było pochwałą potęgi ludzkiego rozumu, który potrafi zapanować nad namiętnościami, bólem czy strachem przed śmiercią.
Tuskulanki wywarły olbrzymi wpływ na literaturę i filozofię starożytności oraz średniowiecza, cieszyły się znacznym poważaniem w wiekach XVI–XVIII, szczególnie wśród pisarzy europejskiego oświecenia. Były powszechnie czytane oraz analizowane w szkołach oraz na uczelniach aż do XIX wieku. Badacze uważają je za jedną z najważniejszych prac w dziejach filozofii oraz dzieło o dużych walorach literackich. Przez wieki były one przytaczane niezliczoną liczbę razy przez tak wielu autorów, że współcześnie używa się popularnych z nich cytatów często bez świadomości, że pochodzą one z pracy Cycerona.
Rozmowy składają się z pięciu części, zwanych niekiedy rozprawami. W pierwszej części Cyceron omówił zagadnienie ludzkiej śmiertelności, w drugiej sposoby znoszenia bólu fizycznego, w trzeciej bólu moralnego, natomiast w czwartej przeanalizował namiętności zakłócające spokój umysłu. Piąta część poświęcona została centralnemu, zdaniem Cycerona, pojęciu filozofii – szczęściu. Autor uzasadnił w niej tezę, że do osiągnięcia szczęścia wystarcza sama cnota.

## Okoliczności i czas powstania

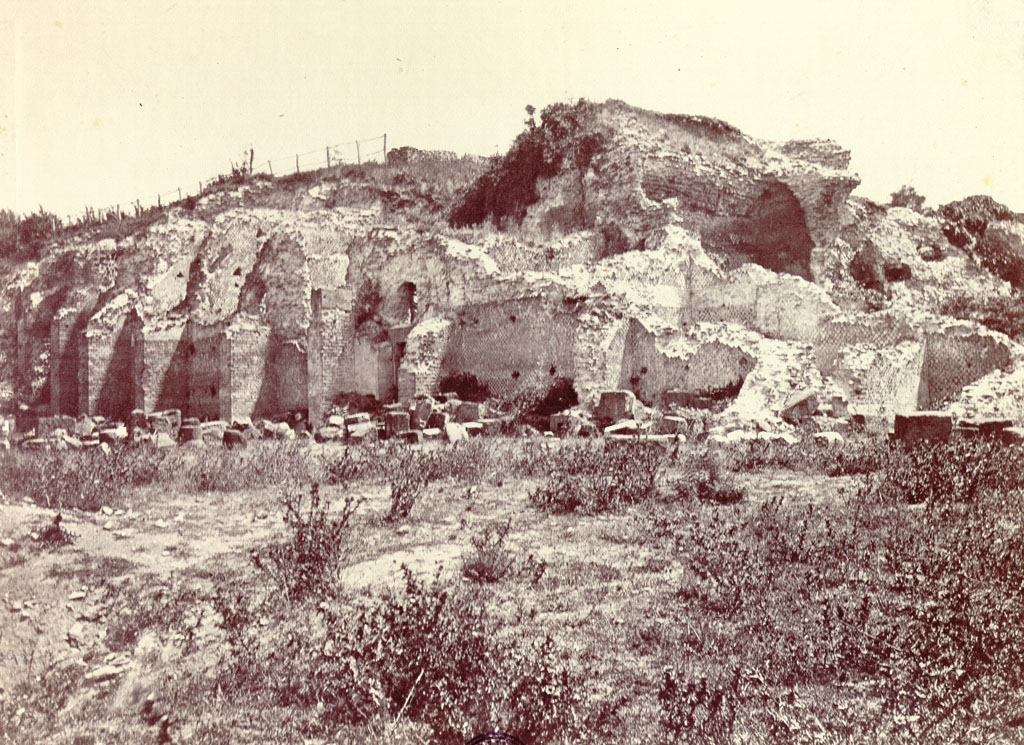
Ruiny rzymskiej willi w Tuskulum. Uważane za pozostałości, odbudowanego przez cesarza Trajana, domu Cycerona, w którym toczyły się Rozmowy tuskulańskie. Fotografia z 1891 roku

W lutym 45 roku p.n.e. zmarła córka Cycerona Tullia. Na czas żałoby Arpinata wyjechał z opanowanego przez zwolenników Cezara Rzymu i schronił się w swojej posiadłości w Tuskulum, w której żył samotnie. Jeszcze w lutym stworzył traktat poruszający problematykę cierpienia i nieśmiertelności – Pocieszenie. W marcu, w ujętym w piękną formę literacką dialogu Hortensjusz napisał zachętę do studiów filozoficznych. W maju ukończył dwie księgi Rozpraw akademickich. W następnych miesiącach przeredagował Akademiki do czterech ksiąg. Równocześnie z Rozprawami akademickimi ukończył Cyceron pięć ksiąg traktatu Problemy najwyższego dobra i zła, nad którymi pracował od marca do końca czerwca.
Nad koncepcją nowego dzieła Cyceron zaczął pracować już w maju 45 roku, gdyż wówczas w liście do Attyka prosił przyjaciela o przesłanie mu pracy Dikajarcha O duszy. Jak stwierdził, była mu ona potrzebna do tego, co zamyśla. Zacytował później Dikajarcha w pierwszej księdze Tuskulanek.
Na podstawie wzmianki w dialogu, że spotkanie w Tuskulum rozpoczęło się wkrótce po wyjeździe Brutusa, który opuścił majątek Cycerona 15 czerwca, nowożytni badacze uważają, że spisane w dziele rozmowy odbywały się między 16 a 20 czerwca. W tym czasie w Tuskulum przebywali Publiusz Korneliusz Dolabella oraz Aulus Hircjusz. Dlatego najprawdopodobniej to oni byli wówczas rozmówcami Cycerona.
20 czerwca Cyceron wyjechał z Tuskulum do innej swojej posiadłości, Arpinum. Powrócił do Tuskulum około 13 lipca i natychmiast zabrał się do pisania Tuskulanek. Pracę musiał ukończyć przed 4 sierpnia, gdyż tego dnia pracował już nad De natura deorum.

## Forma, kompozycja i cel dzieła
Cyceron uważał, że Rozmowy to swego rodzaju poradnik, w którym objaśnił sposoby osiągnięcia indywidualnego szczęścia. Dlatego dialog został napisany w nietypowej dla niego, nowatorskiej formie. Rozmówcy nie zostali wymienieni z imienia a cały tekst składał się z kolejnych twierdzeń stawianych przez anonimowe osoby, na które odpowiadał gospodarz spotkania. Zadający pytania oznaczeni zostali literą „A”, która oznaczała zapewne adolescens lub auditor. Odpowiadający oznaczony został literą „M”, co oznacza najprawdopodobniej magister albo Marcus.
Część współczesnych uczonych jest zdania, że litery „A” i „M” w dialogu nie pochodzą od Cycerona, ale zostały w VI wieku dopisane w Konstantynopolu do jednego z rękopisów przez Juniliusza.
Kompozycja dialogu została oparta na schemacie, w którym najpierw uczeń stawia tezę, a następnie mistrz zbija ową tezę w dłuższym wywodzie. Cyceron twierdził, że wynaleziona przez niego forma literacka wywodziła się od Sokratesa i była zapisem dyskusji, którą poprowadził w Tuskulum. Attykowi wyjaśnił: Prosiłem o zadanie pytania na temat, jaki kto chciał, a następnie siedząc lub przechadzając się prowadziłem dyskusję, a ponieważ dyskusje te, zwane przez Greków scholae, trwały pięć dni, zreferowałem je w pięciu księgach. Tak się to działo: kiedy słuchacz wypowiadał swoje zdanie, ja zbijałem jego tezę. Jest to, jak ci wiadomo, sokratejski sposób dyskutowania z cudzym poglądem. Sokrates bowiem sądził, że w ten sposób najłatwiej dochodzi się do ustalenia tego, co jest najbardziej zbliżone do prawdy.
Cyceron w Tuskulankach dał przegląd stanowisk różnych szkół filozoficznych na praktyczne zagadnienia życia ludzkiego i przeniósł je na realia rzymskie. Cytaty prozą i poezją, dygresje i exempla urozmaicały wykład i podnosiły jego wartość literacką. Dialog poprzedzony został pochwałą studiów i nauki, czym Cyceron dał wyraz swojemu patriotyzmowi. Jego zdaniem Rzymianie powinni także w nauce prześcignąć Greków, chociaż dotychczas niewiele zrobiono w tym zakresie. Dlatego uznał za swoją powinność rozwinięcie filozofii greckiej i przystosowanie jej do potrzeb nauki łacińskiej.

## Źródła
Pisząc Tuskulanki Arpinata korzystał z bardzo wielu źródeł. Współcześni badacze uważają, że nie jest możliwe ustalenie wszystkich. Opierał się przede wszystkim na pracach Platona i Arystotelesa. Niewątpliwie korzystał z dzieł różnych filozofów stoickich, epikurejskich i akademickich. Najprawdopodobniej byli wśród nich między innymi Epikur, Krantor, Posejdonios, Antioch, Chryzyp, Arystyp, Dikajarch i wielu innych.
Szybkie tempo, w jakim powstało dzieło, mimo że Cyceron był już po sześćdziesiątce, było możliwe dzięki temu, że od młodości z ogromnym zapałem oddawał się studiom i żaden ówczesny problem naukowy nie był mu obcy. Mała liczba bezpośrednich cytatów a duża parafraz z dzieł różnych autorów, skłoniła badaczy do przypuszczenia, że większość dzieła Cyceron napisał „z pamięci”, nie zaglądając do prac greckich filozofów.

## Zawartość

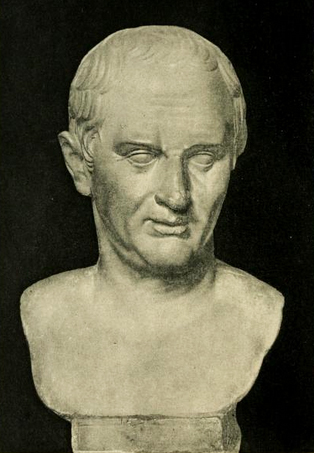
Popiersie Cycerona w wieku około 60 lat, w którym pisał Tuskulanki. Prawdopodobnie wykonane w I wieku. Muzeum Prado w Madrycie

### Księga pierwsza
W księdze pierwszej Cyceron omówił zagadnienie ludzkiej śmiertelności. Wykazał, że w literaturze naukowej panuje zgoda, iż człowieka konstytuują dwa składniki – zwierzęce ciało i rozumna dusza. Stwierdził, że o ile na gruncie empiryzmu można bez żadnej wątpliwości dowieść, że śmierć ciała jest ostateczna i nieodwracalna, to w sprawie śmierci duszy panują w nauce rozbieżne opinie.
Uzasadniając powyższą tezę Cyceron omówił prace różnych uczonych – skonfrontował ze sobą przede wszystkim stanowisko zwolenników Platona ze stanowiskiem zwolenników Arystotelesa, jak również poglądy stoików i epikurejczyków. W wyniku tej analizy doszedł do wniosku, że kwestia nieśmiertelności duszy nie została ostatecznie rozstrzygnięta. Ocenił, że argumenty za śmiertelnością, jak i nieśmiertelnością mają równą wagę, więc nie pozwalają wyprowadzić należycie uzasadnionego wniosku końcowego.
W podsumowaniu wyraził przekonanie, że jeśli istnieje życie pozagrobowe duszy, to śmierć nie jest niczym złym, gdyż prowadzi nas do prawdziwego życia, które zaczyna się dopiero po śmierci; jeśli zaś dusza po śmierci przestaje istnieć, nie może odczuwać żalu za utraconym życiem. Zresztą życie doczesne nie jest według niego czymś tak bardzo upragnionym. Zarówno Priam, jak i Pompejusz byliby niewątpliwie szczęśliwsi, gdyby byli wcześniej zmarli.
Dlatego, jak stwierdził Cyceron, z naukowego punktu widzenia człowiek nie powinien obawiać się śmierci. Lęk przed śmiercią u ludzi mądrych związany bywa jedynie z obawą przed bólem. Z tego powodu następne części Rozmów poświęcił autor tej właśnie problematyce.

### Księga druga
W księdze drugiej omówił Cyceron problematykę bólu fizycznego, nierozerwalnie związanego z życiem oraz towarzyszącego śmierci. Wpierw skrytykował pogląd, zgodnie z którym ból jest tylko złudzeniem. Uznając ból za rzeczywiste zjawisko fizyczne, od którego człowiek nie może uciec, przeciwstawił się równocześnie tezie nadającej bólowi wymiar moralny. Ból nie jest – zdaniem Cycerona – ani dobry, ani zły, chociaż jest rzeczą przykrą i gorzką.
Ciało podlega bólowi, więc jedynie rozum pozwala człowiekowi zapanować nad bólem. Autor udowodnił tę tezę w barwnie skomponowanych przykładach, opisujących życie ludzi, którzy wykazali się męstwem i opanowując ból udowodnili wyższość rozumnej duszy nad zwierzęcym ciałem.
Dlatego, zdaniem Cycerona, tylko odpowiednie rozumowanie uzbraja człowieka w wytrzymałość na wszelkiego rodzaju cierpienia fizyczne. Bez użycia rozumu człowiek staje się bezradny wobec bólu. Cyceron zaznaczył, że gdy ból staje się nie do zniesienia, można od niego uwolnić samobójstwem, gdyż jest to najbardziej rozumne wyjście z takiej sytuacji.

### Księga trzecia
Księga trzecia omawia zagadnienie bólu moralnego, czyli takiego, który dotyka nie ciało, a duszę człowieka. Stan chorobowy duszy nazywa Cyceron zmartwieniem (aegritudo). Zadaniem człowieka mądrego jest nigdy nie poddać się tej chorobie. Jednakże zwalczyć chorobliwy stan duszy można nie poprzez wspominanie przyjemności, ale jedynie przez odpowiednie rozumowanie.
Według Cycerona zmartwienie wywodzi się z fałszywego mniemania. Ból moralny zwalcza się obalając rozumowanie, oparte na błędnych przesłankach. Wszelkie zmartwienie powinno być z dala od mędrca, ponieważ jest nadaremne, na nic się nie zda, źródłem jego jest nie natura, lecz mniemanie. Jeżeli pozbędziemy się tego dobrowolnego błędu, pozbędziemy się tego, pełnego smutku, zmartwienia, lecz pozostanie jakaś lekka rana i małe przygnębienie. Niech to nazwą nawet rzeczą naturalną, byle tylko nie nadawali temu nazwy zmartwienia, które jest tak ciężkie, przykre i odrażające, że nie da się pogodzić z mądrością i, że się tak wyrażę, z nią współmieszkać.

### Księga czwarta
W księdze czwartej rozważał Cyceron namiętności, które mogą zakłócać mądrość człowieka. Były to między innymi radość lub smutek, spokój lub trwoga, bogactwo lub bieda, popularność lub samotność itp. Każdy z tych afektów może zakłócić życie człowieka mądrego, uniemożliwiając mu osiągnięcie szczęścia. Namiętności bowiem powodują chwilowe szczęście lub nieszczęście, nie mając charakteru trwałego. Trzeba je więc pokonać idąc za wskazaniami rozumu.
Zdaniem autora szczęście człowieka nie opiera się na afektach, gdyż powodowane one są jedynie mniemaniem i zależą od zmiennej woli. Wykorzenić ten błąd jako początek niedoli naszej, obiecuje nam filozofia – stwierdził w podsumowaniu Cyceron.
Według Cycerona to właśnie filozofia pozwala na właściwe rozumowanie w najbardziej osobistych przeżyciach człowieka. Pomaga opanować lęk, ból i namiętności. Inwokacja do filozofii w Tuskulankach ma formę modlitwy, często w późniejszym piśmiennictwie parafrazowanej: O filozofio, przewodniczko życia! Ty, która zgłębiasz cnoty, zwalczasz wady. Czym bylibyśmy nie tylko my, ale w ogóle życie ludzkie bez ciebie? (...) Do ciebie się uciekam, proszę o pomoc. Jak kiedyś w ogromnej mierze, tak teraz całkowicie Ci się oddaję (...) Czyjaż więc pomoc mogłaby nam lepiej posłużyć niźli twoja, skoro tak szczodrze obdarzyłaś nas spokojem w życiu i oddaliłaś grozę śmierci?.

### Księga piąta
Księga piąta stanowi kulminacyjny punkt Rozmów, często też była wydawana osobno ze względu na swoje wysokie walory literackie. Uważana jest za jedno ze szczytowych osiągnięć cycerońskiej sztuki pisarskiej. Udowadniał w niej Cycero tezę, że sama cnota wystarczy człowiekowi do szczęścia.
Przedstawiając stanowiska różnych szkół filozoficznych, które w rozmaity sposób określały i definiowały najwyższe wartości życia ludzkiego, Cyceron uznał, że są to nieuzasadnione i zbędne spory o wyrazy. Jakkolwiek nazwiemy owe wartości, to w różnych ujęciach naukowych opisują one jedno i to samo zjawisko. Zaś dla opisania tego zjawiska najodpowiedniejszym terminem była, zdaniem autora, cnota (virtus).
Według Cycerona, skoro w poprzednich czterech rozmowach wykazane zostało, że człowiek jest zdolny pokonać strach przed śmiercią, ból fizyczny i moralny oraz namiętności, to można używając pojęcia cnoty określić całość zjawisk związanych z uwolnieniem od wszelkich nieszczęść. Tak więc cnota obejmuje różne czynniki niezbędne do prowadzenia szczęśliwego życia: totum hoc beate vivere in una virtute poneret. Z tych czynników najważniejsze są mądrość, męstwo i uczciwość.
Dlatego dla Cycerona cnota to najwyższe dobro (summum bonum). Jak stwierdził podsumowując dyskusję: W czyjej mocy jest najwyższe dobro, w tego mocy jest szczęśliwe życie; a zatem życie mędrca będzie zawsze szczęśliwe.

## Recepcja
Tuskulanki były przez wieki jedną z najbardziej znanych i cytowanych prac Cycerona. Stały się podstawowym źródłem rzymskiego stoicyzmu, a potem neoplatonizmu, na przykład prac Makrobiusza. Wykorzystywane zostały przez łacińskich Ojców Kościoła, przede wszystkim Ambrożego z Mediolanu, Hieronima ze Strydonu i Augustyna z Hippony, przy tworzeniu podstaw etyki chrześcijańskiej. Opierali się na nich później między innymi Boecjusz czy Bernard z Clairvaux. Były szeroko stosowane w szkolnictwie jako przykład wzorowej, literackiej łaciny. Cytowali je w swoich pracach gramatycznych Donat i Pryscjan.
Do XIX wieku lektura Tuskulanek była zalecana w europejskich szkołach i uczelniach. Zafascynowani byli nimi między innymi Petrarca, Erazm z Rotterdamu, Elżbieta I, Thomas Jefferson, Voltaire czy Winston Churchill. Stały się jednym z podstawowych źródeł europejskiej etyki – poprzez swój uniwersalny charakter zarówno teistycznej, jak i ateistycznej.
Rozmowy były często kopiowane w średniowiecznych klasztorach. Najstarsze zachowane rękopisy pochodzą z IX wieku. Pierwsze wydanie krytyczne tekstu na podstawie wszystkich zachowanych rękopisów sporządził niemiecki filolog Max Pohlenz. Było ono wydawane w latach 1912–1918 i doczekało się w XX kilku poprawionych wznowień.

### Wydanie krytyczne tekstu
- Marcus Tullius Cicero: M. Tulli Ciceronis scripta quae manserunt omnia: Tusculanae disputationes. Max Pohlenz(inne języki) (ed.). Tybinga: De Gruyte, 1982, seria: Bibliotheca scriptorum Graecorum et Romanorum Teubneriana, Band 1220.

### Tłumaczenie polskie
- Rozmowy tuskulańskie. W: Marcus Tullius Cicero: Pisma filozoficzne. Tom trzeci. Józef Śmigaj (tł.). Warszawa: Państwowe Wydawnictwo Naukowe, 1961, s. 481–743.

### Literatura
- Anthony Everitt: Cicero: The Life and Times of Rome’s Greatest Politician. Nowy Jork: Random House, 2003. ISBN 0-375-75895-X. (ang.).
- Maria Jaczynowska: Religie świata rzymskiego. Warszawa: Państwowe Wydawnictwo Naukowe, 1987. ISBN 83-0107405-1.
- Kazimierz Leśniak: Rozmowy tuskulańskie (wstęp). W: Marcus Tullius Cicero: Pisma filozoficzne. Tom trzeci. Warszawa: Państwowe Wydawnictwo Naukowe, 1961, s. 477–480.
- Kazimierz Kumaniecki: Literatura rzymska. Okres Cyceroński. Warszawa: Państwowe Wydawnictwo Naukowe, 1977.
- Kazimierz Kumaniecki: Cyceron i jego współcześni. Warszawa: Czytelnik, 1989. ISBN 83-07-01455-7.